# Bawang (Bawang)
Bawang is een bestuurslaag in het regentschap Banjarnegara van de provincie Midden-Java, Indonesië. Bawang telt 3428 inwoners (volkstelling 2010).